# Nico Bulder

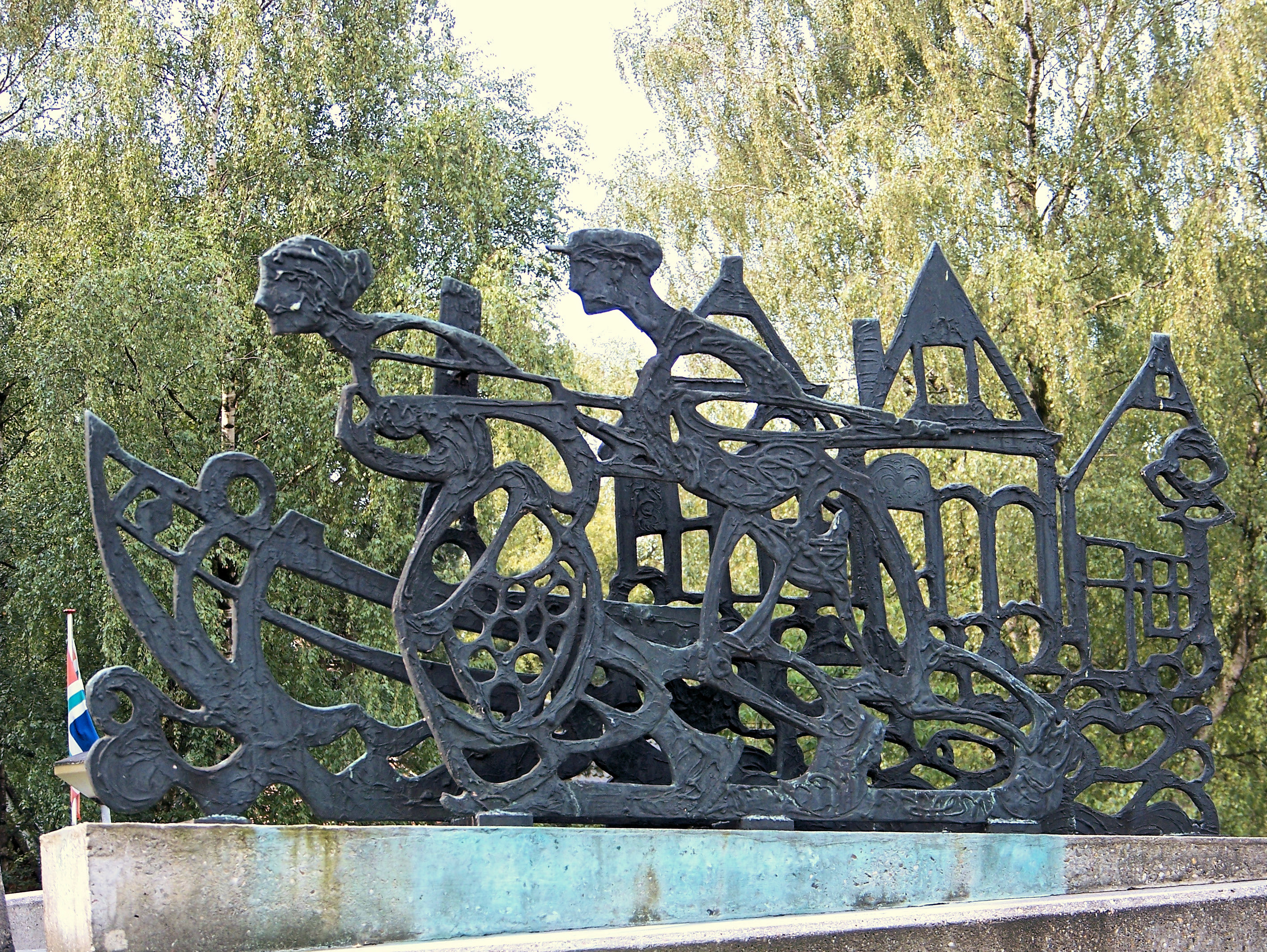
Detail Boeg, Hoogezand

Nicolaas Johannes Bernardus (Nico) Bulder (Hoogezand, 29 oktober 1898 – Groningen, 30 januari 1964) was een Nederlands houtgraveur, illustrator en graficus.

## Leven en werk
Bulder was een zoon van de timmerman Martinus Bulder en Gesina Johanna Fikkers. Hij werkte van 1919 tot 1924 als scheepsbouwkundig tekenaar bij de scheepswerf Gideon in Groningen. Hij volgde de schilder- en tekenopleiding aan de Academie Minerva in de stad Groningen. Hij kreeg les van onder anderen F.H. Bach en A.W. Kort. In 1928 haalde hij zijn lesbevoegdheid en van 1930 tot 1945 werkte hij als tekenleraar aan het Instituut Hommes in Hoogezand. Aan Academie Minerva onderwees Bulder na de Tweede Wereldoorlog de vakken etsen, batikken, glas in lood en lithograferen. Tot zijn leerlingen behoorden Olga Alting van Geusau, Aizo Betten, Kea Homan, Martin Tissing en Henri de Wolf.
Naast zijn baan als leraar werkte Bulder aan verschillende opdrachten. Bekend zijn vooral zijn houtgravures. Hij illustreerde talrijke boeken, ontwierp ex librissen en nieuwjaarswensen en maakte veel vrije grafiek. Hij ontwierp verder het gemeentewapen van Hoogezand-Sappemeer en twee beeldhouwwerken: voor Sappemeer een Gedenknaald (1948) en De Boeg voor Hoogezand. Dat laatste werk werd na zijn dood uitgevoerd door Gerrit Piek.
Houtgravures van Nico Bulder zijn aanwezig in het Rijksprentenkabinet in Amsterdam, het Kunstmuseum Den Haag, Museum Boijmans Van Beuningen in Rotterdam, het Groninger Museum het Veenkoloniaal Museum te Veendam en het Singer Laren. De Nico Bulder Stichting beheert schilderijen, aquarellen, ex librissen, tekeningen, prenten en studies van deze kunstenaar. In Hoogezand werd een school naar Bulder vernoemd.
De architect H.B. Bulder (1890-1955) was een oudere broer van Nico Bulder.